# Bernat (prenom)
Bernat és un prenom masculí català. Prové del prenom masculí germànic Berinhard, que significa fort com un os.
Bernat és un prenom documentat ja a l'edat mitjana que ha donat nom al cognom Bernat i que trobem també en cognoms com Gimbernat (compost de Guillem i Bernat) i Masbernat, creat a partir de mas i el prenom Bernat.
Versió femenina: Bernada; Bernadeta (diminutiu)

## Versions en altres idiomes
| Versions en altres llengües | Versions en altres llengües  |
| --------------------------- | ---------------------------- |
| Albanès                     | Bernardi                     |
| Alemany                     | Bernhard                     |
| Anglès                      | Bernard                      |
| Aragonès                    | Bernal                       |
| Bretó                       | Bernez                       |
| Búlgar                      | Бернард (Bernard)            |
| Txec                        | Bernard                      |
| Cors                        | Bernardu                     |
| Danès                       | Bernhard                     |
| Espanyol                    | Bernardo                     |
| Esperanto                   | Bernardo                     |
| Euskara                     | Bernarta                     |
| Finlandès                   | Bernhard                     |
| Francès                     | Bernard                      |
| Gallec                      | Bernaldo, Bernal, Bernaldino |
| Grec                        | Βερνάρδος (Vernárdos)        |
| Holandès                    | Bernhard, Bernardus          |
| Hongarès                    | Bernárd, Bernát              |
| Irlandès                    | Bearnárd                     |
| Islandès                    | Bernharð, Bernharður         |
| Italià                      | Bernardo                     |
| Llatí                       | Bernardus                    |
| Letó                        | Bernards                     |
| Lituà                       | Bernardas                    |
| Noruec                      | Bernhard                     |
| Polonès                     | Bernard                      |
| Occità                      | Bernat                       |
| Portuguès                   | Bernardo                     |
| Romanès                     | Bernard                      |
| Rus                         | Бернард (Bernard)            |
| Sard                        | Bernardu                     |
| Suec                        | Bernhard                     |

## Onomàstica
La festa onomàstica de Bernat se sol celebrar el 20 d'agost en honor de sant Bernat de Claravall, monjo i reformador francès principal difusor de l'orde monàstic cistercenc als segles xi i xii, però també hi ha d'altres sants que portaren aquest prenom.
Altres sants i beats:
- Sant Bernat d'Abbeville, monjo, 14 d'abril
- Sants Bernat, Gràcia i Maria d'Alzira, sants patrons d'Alzira, germans entre ells, 21 d'agost
- Sant Bernat Calvó (1180 – 1243), jurista, buròcrata, soldat i religiós cistercenc, 25 d'octubre
- Sant Bernat de Candeleda, monjo i eremita, 19 d'agost
- Sant Bernat de Menthon o d'Aosta, fundador dels Canonges Regulars de la Congregació Hospitalera del Gran Sant Bernat, 15 de juny
- Beat Bernat d'Olivella, arquebisbe de Tarragona, 29 d'octubre
- Beat Bernat de Sithiu, penitent de Magalona, 9 d'abril
- Sant Bernat Tolomei (1272-1348), reformador benedictí, fundador de l'Orde de Monte Oliveto, 19 d'agost
- Beat Bernat de Travesseres, dominic i inquisidor, mort en 1260, 31 de gener

## Biografies
- Nobles
  - Bernat Amat de Cardona, abans Bernat Amat de Claramunt (1086 - 1151), vescomte de Cardona
  - Bernat Amat de Cardona i d'Empúries
  - Bernat d'Alió, senyor feudal català
  - Bernat d'Almúnia, noble valencià
  - Bernat I de Berga, comte de Berga (1035 -1050)
  - Bernat II de Besalú, comte de Besalú
  - Bernat III de Besalú (1065 - ?,1111), darrer comte de Besalú i Ripoll
  - Bernat de Boixadors i d'Erill, noble català
  - Bernat I de Cabrera, vescomte de Cabrera
  - Bernat II de Cabrera o Bernat de Cabrera (1298 - 1364), vescomte de Cabrera
  - Bernat IV de Cabrera (1373 - 1423), vescomte de Cabrera i de Bas i comte de Mòdica
  - Bernat Joan de Cabrera, vescomte de Cabrera i de Bas i comte de Mòdica
  - Bernat de Cardona i de Raset, bisbe i president de la Generalitat de Catalunya
  - Bernat III de Centelles, cavaller català
  - Bernat Guillem I de Cerdanya i II de Berga, comte de Cerdanya, comte de Conflent i comte de Berga (1094 -1118)
  - Bernat I de Claramunt, vescomte de Tarragona
  - Bernat de Corbera, president de la Generalitat de Catalunya del segle XVI
  - Bernat de Cruïlles, noble català
  - Bernat Guillem d'Entença, noble català, fill de Bernat Guillem de Montpeller
  - Bernat I de Foix, comte de Foix
  - Bernat I de Foixà, noble català
  - Bernat de Fonollar, noble català
  - Bernat de Gòtia, Marquès de Gòtia i Septimània al segle ix
  - Bernat de Gualbes, conseller de la Corona d'Aragó
  - Bernat d'Itàlia (c 797 – 818), rei dels Llombards (813 - 817)
  - Bernat de Lippe-Biesterfeld (1911 - 2004), príncep consort dels Països Baixos
  - Bernat Guillem de Montpeller (?- 1238), noble occità, oncle del rei Jaume I d'Aragó
  - Bernat d'Oms i de Santapau, noble català
  - Bernat Ramon I de Pallars Jussà (? - 1124), comte de Pallars Jussà (1113 -1124).
  - Bernat II de Pallars Sobirà, comte de Pallars Sobirà
  - Bernat III de Pallars Sobirà, comte de Pallars Sobirà
  - Bernat Plantapilosa, comte i marquès de Tolosa, fill de Bernat de Septimània
  - Bernat II el Poiteví, comte de Poitiers de 840 a 844
  - Bernat de Pont, veguer de Lleida
  - Bernat I de Poitiers, comte de Poitiers vers 815 -825 /827
  - Bernat, rei llegendari de Mallorca, rei llegendari de Mallorca
  - Bernat de Requesens i de Santacoloma
  - Bernat Guerau de Requesens, gran prior de Catalunya de l'orde de Sant Joan de Jerusalem
  - Bernat I de Ribagorça, comte de Ribagorça (920 -955)
  - Bernat Guillem Samasó, president de la Generalitat de Catalunya (s. XV)
  - Bernat de Santa Eugènia de Berga, governador del regne de Mallorques
  - Bernat Saportella o Bernat de la Portella, diputat del braç militar de les Corts Catalanes al segle XV
  - Bernat III de Saxònia-Meiningen, príncep alemany
  - Bernat de Septimània o Bernat I, comte i duc del segle ix
  - Bernat Hug de Serrallonga, magnat
  - Bernat Tallaferro o Bernat I de Besalú, comte dels segles X-XI
  - Bernat de Tolosa, diversos personatges.
  - Bernat de Tremelay, gran mestre de l'orde del Temple
  - Bernat Vallès, president de la Generalitat de Catalunya (1365 -1367)
  - Bernat I de Vilamarí, noble català, senyor de Palau-Saverdera
  - Bernat II de Vilamarí, noble català, almirall
  - Roger Bernat I de Castellbó, vescomte de Castellbó
  - Roger Bernat II de Castellbó, vescomte de Castellbó
  - Roger Bernat I de Foix, comte de Foix
  - Roger Bernat II de Foix, comte de Foix
  - Roger Bernat III de Foix, comte de Foix
  - Roger Bernat I de Pallars Sobirà, comte de Pallars Sobirà

- Escriptors:
  - Bernat Accolti, noble religiós i escriptor italià
  - Bernat Andor, notari i escriptor català en llengua llatina
  - Bernat Artola i Tomàs, poeta valencià
  - Bernat Boades, pseudònim de Joan Gaspar Roig i Jalpí, historiador català
  - Bernat Capó i Garcia, escriptor mallorquí
  - Bernat Català de Valleriola, poeta valencià dels segles XVI-XVII
  - Bernat Dechepare, escriptor en llengua basca
  - Bernat Desclot, historiador de la segona meitat del segle XII
  - Bernat Fenollar (1438 - 1516), eclesiàstic i poeta valencià
  - Bernat Joan, polític i escriptor
  - Bernat Lesfargues, escriptor occità
  - Bernat Manciet, poeta occità
  - Bernat Metge, escriptor barceloní del segle xiv
  - Bernat Montagud Piera, escriptor i historiador
  - Bernat Morales i Sanmartín, dramaturg i novel·lista valencià
  - Bernat Noguera, mestre i arqueòleg
  - Bernat Oller, historiador i teòleg
  - Bernat Ortín Benedito, escriptor i activista polític valencià
  - Bernat de Palaol, poeta mallorquí de l'edat mitjana
  - Bernat Rigo Rubí, Cabo Loco, glosador
  - Bernat Hug de Rocabertí (entre 1415/1420 - 1485), noble i escriptor
  - Bernat de Ventadorn, trobador
  - Bernat Vidal Garí, glosador
  - Julià-Bernat Alart, estudiós de la llengua catalana
  - Ramon-Bernat Mestres, escriptor català

- Militars:
  - Bernat d'Armendaris, noble militar d'origen navarrès
  - Bernat de Bell-lloc, noble català militar
  - Bernat Daudijòs, noble militar occità francès
  - Bernat Antoni Pasqual, militar i cavaller
  - Bernat de Rocafort, militar valencià o català del segle xiv.
  - Bernat de Sarrià (1266 - 1335), militar valencià al servei de la Corona d'Aragó
  - Bernat Vidal Garcias, militar mallorquí

- Religiosos:
  - Bernat Boïl, frare mínim i diplomàtic català dels segles XV - XVI.
  - Bernat Gui, inquisidor
  - Bernat Margarit, bisbe de Girona
  - Bernat Nadal i Crespí, bisbe de Mallorca
  - Bernat de Pau, bisbe de Girona
  - Bernat Pelegrí, bisbe de Barcelona
  - Bernat Samsó, religiós
  - Bernat Tort, arquebisbe de Tarragona entre els anys 1146 i 1163
  - Bernat Umbert, bisbe de Girona
  - Bernat de Vallespirans, abat

- Músics:
  - Bernat Adam Ferrero, músic valencià
  - Bernat Bertran, compositor
  - Bernat Julià, músic mallorquí
  - Bernat Icart o Bernat Ycart, compositor català de finals del segle XV
  - Bernat Papell, organista i compositor
  - Bernat Pomar, músic i pedagog mallorquí
  - Bernat Calvó Puig i Capdevila, músic
  - Bernat Vivancos i Farràs, compositor

- Pintors i escultors:
  - Bernat Despuig, pintor medieval
  - Bernat Ferrandis, pintor
  - Bernat Martorell (1390 - 1452), pintor de la segona etapa del gòtic
  - Bernat Saulet, escultor
  - Bernat Ylla Bach, pintor del segle XX

- Polítics:
  - Bernat Amer Pons, polític mallorquí
  - Bernat Jofre Roca, polític mallorquí
  - Bernat Llompart Díaz, militar i polític menorquí
  - Bernat Torroja i Ortega, polític i advocat català

- Altres:
  - Bernat d'Averçó, notari de Barcelona (edat mitjana)
  - Bernat Calvet i Girona, enginyer
  - Bernat d'Esplugues, notari i escrivà medieval
  - Bernat Figueras, promotor cultural de la sardana
  - Bernat de Granollacs, astròleg i metge català
  - Bernat Güell, jurista medieval
  - Bernat Lassaleta, enginyer
  - Bernat Marcús, mecenes medieval
  - Bernat Marcús, pilot de mociclisme
  - Bernat Morgades i Òdena, monjo de Poblet
  - Bernat Nadal, diversos personatges.
  - Bernat Picornell i Richier, nedador
  - Bernat Riera Alemany, metge i militar
  - Bernat Roca, arquitecte medieval
  - Bernat de Roudor, almogàver
  - Bernat Sòria Escoms, metge i científic

- Cognom:
  - Cognom Bernat:
    - Berenguer Bernat, abat
    - Enric Bernat, fundador de la companyia Chupa Chups
    - Joan Bernat, mestre de capella
    - Martín Bernat, pintor medieval
    - Josep Bernat i Baldoví, escriptor i poeta
    - Josep Maria Bernat i Colomina, compositor de sardanes

  - Cognom Gimbernat:
    - Antoni Gimbernat i Arbós, cirurgià català

### Versió Bernard
- Prenom:
  - Bernard Aucouturier (1934, França)
  - Bernard Butler (1970, Stamford Hill, Londres), músic i productor musical anglès
  - Bernard Barnjak (Sarajevo, 1965), futbolista bosnià que ocupava la posició de davanter
  - Bernard de Chartres, filòsof del segle XII
  - Bernard Cohen (Far Rockaway, 1914 - Waltham, Massachusetts, 2003), científic i historiador estatunidenc
  - Bernard Collomb pilot de curses automobilístiques francès que va arribar a disputar curses de Fórmula 1
  - Bernard Cordonnier (Verviers, Bèlgica, 1959), pilot de trial való
  - Bernard Courtois (1777, Dijon - 1838, París), químic francès
  - Bernard Darniche (Cenon, 1942) pilot de ral·lis francès
  - Bernard de Dryver, pilot de curses automobilístiques belga
  - Bernard Ezi I d'Albret, senyor d'Albret
  - Bernard Etxepare, escriptor en èuscar autor del primer llibre imprès en aquesta llengua (1545)
  - Bernard Freyberg (1880 — 1963), militar de Nova Zelanda, Tinent General amb 3 Barres
  - Bernard Gauthier (Beaumont-Monteux, 1924), ciclista francès professional entre 1947 i 1961
  - Bernard Gazteluzar (Ziburu, 1619 - Pau, 1701), jesuïta i escriptor basc en èuscar
  - Bernard Germain de Lacépède (Agen, 1756), comte de Lacépède
  - Bernard Goutta (1972, Perpinyà), jugador de rugbi a XV
  - Bernard Haitink (Amsterdam, 1929), director d'orquestra i violinista neerlandès
  - Bernard Herrmann (Nova York, 1911 - Hollywood, 1975), compositor estatunidenc de música de cinema
  - Bernard Heuvelmans (Le Havre, 1916 - Le Vésinet, 2001), científic, explorador, belga-francès pare de la criptozoologia
  - Bernard Hill (Manchester, 1944), actor anglès
  - Bernard Hinault (Yffiniac, 1954), ciclista francès professional entre 1975 i 1986
  - Bernard de Jussieu (Lió, 1699 - París, 1777), metge i botànic francès
  - Bernard Laporte (Rodés Avairon), 1964 jugador i entrenador de rugbi francès
  - Bernard Katz (Leipzig, Alemanya, 1911 - Londres, 2003), metge, biofísic i professor universitari britànic
  - Bernard Kipchirchir Lagat (Kapsabet, Kenya, 1974), atleta kenyà nacionalitzat estatunidenc
  - Bernard Labourdette (Lurbe-St Christau, 1946), ciclista francès professional entre 1969 i 1977
  - Bernard Lapasset (1947, Tarbes), dirigent esportiu francès
  - Bernard Law Montgomery (1887 – 1976), oficial de l'exèrcit britànic
  - Bernard Leene (La Haia, 1903 - Amstelveen, 1988), ciclista neerlandès
  - Bernard Madoff (1938), empresari i estafador estatunidenc
  - Bernard Manciet (1923, Sabres), escriptor francès
  - Bernard Mandeville (Rotterdam, Països Baixos, 1670 – Hackney, Anglaterra, 1733), filòsof, metge, economista, polític i escriptor satíric
  - Bernard-Marie Koltès (Metz, 1948 - París, 1989), dramaturg francès
  - Bernard Melvin Parker (1986, Boksburg, Gauteng), futbolista sud-africà
  - Bernard Palissy (Saint-Avit, 1510 - París, 1589 o 1590), ceramista i científic francès
  - Bernard Du Plessis-Besançon (París, 1600 - Auxonne, Borgonya, 1670), diplomàtic i militar francès
  - Bernard Poignant (Gwened, 1945), polític bretó
  - Bernard Pyne Grenfell (1869 - 1926), científic i egiptòleg anglès
  - Bernard Quennehen (Amiens, 1930), ciclista francès professional entre 1952 i 1955
  - Bernard Quilfen (Argenteuil, 1949), ciclista francès professional entre 1975 i 1981
  - Bernard Sigé, paleontòleg francès
  - Bernard Thévenet (Saint-Julien-de-Civry, 1948), ciclista francès professional entre 1970 i 1981
  - Bernard de Tramelay (Saint-Claude, ? - 1153), Gran Mestre de l'Orde del Temple (1151 - 1153)
  - Bernard Vallet (Viena del Delfinat, 1954), ciclista francès professional entre 1975 i 1989
  - Bernard van de Kerckhove (Mouscron, 1941), ciclista belga professional entre 1962 i 1971
  - Bernard van Rysselberghe (Laarne, 1905 - Damme, 1984), ciclista belga
  - Bernard Vukas (Zagreb, 1927 – Zagreb, 1983), futbolista iugoslau
  - Bernard Weiss lingüista fictici per a legitimar les teories que separen el valencià de la llengua catalana
  - Bernard Williams (Westcliff-on-Sea, Essex, 1929 - Roma, 2003), filòsof anglès especialitzat en ètica
  - Augustin Bernard-François Le Goazre de Kervélegan, diputat dels Estats Generals de França
  - Charles Bernard Desormes (Dijon, 1777 - Verberie, 1862), físic i químic francès
  - François Bernard Loret (Dendermonde, Bèlgica, 1808 – Mechelen, 1877), orguener belga
  - George Bernard Shaw (Dublín, 1856 - Hertfordshire, 1950), dramaturg, crític literari irlandès
  - Henriette Rosine Bernard (París, 1844 - París, 1923), actriu francesa de teatre i cinema
  - Jean-François Bernard (Luzy, 1962), ciclista francès professional entre 1984 i 1996
  - Julien-Bernard Alart (Vinçà, 1824 - 1880), estudiós de la llengua catalana a la Catalunya del Nord
  - Louis Bernard Guyton de Morveau (Dijon, 1737 - París, 1816), químic i polític francès
  - Maurice Polydore Marie Bernard Maeterlinck (Gant, Bèlgica, 1862 - Niça, França, 1949), dramaturg, poeta i assagista belga
  - Peter Bernard Luccin (1979, Marsella), futbolista francès
  - Raymond Bernard Cattell (1905 – 1998), psicòleg britànic
  - Robert Bernard Altman (Kansas City, Missouri, 1925 - Los Angeles, 2006), director de cinema estatunidenc

- Cognom:
  - Alain Bernard (1883, Aubagne, França), nedador francès
  - Claude Bernard (Saint-Julien, Roine, 1813 - París, 1878), metge i fisiòleg francès
  - Émile Bernard (Lilla, 1868 – 1941), pintor postimpressionista francès
  - Éric Bernard, pilot de curses automobilístiques francès
  - Henriette Rosine Bernard més coneguda com a Sarah Bernhardt, actriu
  - Kent Jude Bernard (1984, New Iberia, Louisiana), actor de cinema i televisió i fotògraf estatunidenc
  - Michèle Bernard (Lió, 1947), compositora i cantant francesa
  - Tristan Bernard o Paul Bernard (Besançon, 1866 - París, 1947), novel·lista i autor dramàtic francès

### Versió Bernardo
- Bernardo Atxaga, escriptor i poeta basc
- Bernardo Bellotto, pintor italià
- Bernardo Prudencio Berro, polític uruguaià
- Bernardo Bertolucci, director de cinema
- Bernardo Cavallino, pintor italià
- Bernardo Clesio, cardenal italià
- Bernardo Corradi, futbolista italià
- Bernardo Daddi, pintor italià
- Bernardo O'Higgins, polític xilè
- Bernardo Ottani, compositor italià
- Bernardo Pasquini, compositor, clavicembalista i organista italià
- Bernardo Rossellino, arquitecte i escultor italià
- Bernardo Tanucci, polític italià

### Versió Bernhard
- Bernhard Britz, ciclista
- Bernhard Eisel, esportista
- Bernhard Germeshausen, esportista
- Bernhard Horwitz, jugador d'escacs
- Bernhard Kohl, ciclista
- Bernhard Leene, ciclista
- Bernhard Riemann, matemàtic
- Bernhard Schädel, filòleg
- Bernhard Scholz, compositor
- Bernhard Schuster, futbolista